# Paul Séverin Abbatucci
Paul Séverin Abbatucci (1. června 1821 Zicavo – 22. června 1888 Olmeto) byl francouzský politik.
Narodil se do politicky a vojensky angažované rodiny. Jeho otec Jacques Pierre Charles Abbatucci byl poslancem, senátorem a v závěru života i ministrem spravedlnosti. Jeho nejstarší bratr Jean Charles Abbatucci byl poslancem a státním radou. Praděd Jacques Pierre Abbatucci a prastrýc Jean Charles Abbatucci byli generálové, stejně tak prostřední z bratrů Antoine Dominique Abbatucci.
On sám kandidoval několikrát jako bonapartista za Korsiku do francouzské sněmovny v období Druhého císařství. Byl zvolen v letech 1852, 1857, 1863 a 1869. Po prusko-francouzské válce byl v Třetí Francouzské republice zvolen v roce 1871 do Národního shromáždění, ale již v srpnu téhož roku se vzdal mandátu ve prospěch Eugène Rouher. Posléze se stáhl z politického života.